# Papilio anactus
Espèce

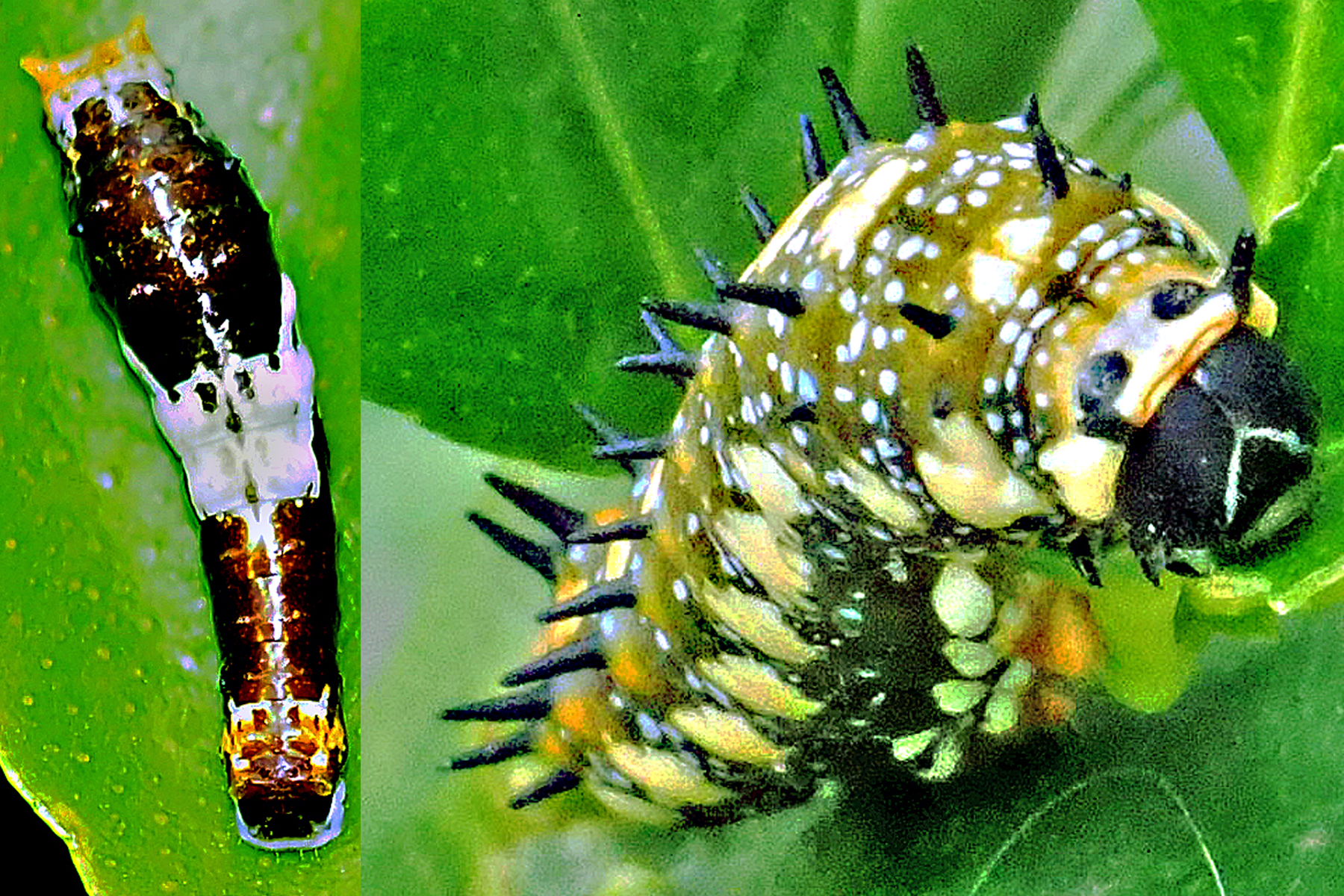
Papilio anactus : premiers stades et dernier stade avant chrysalidation, Nouméa, Nouvelle Calédonie

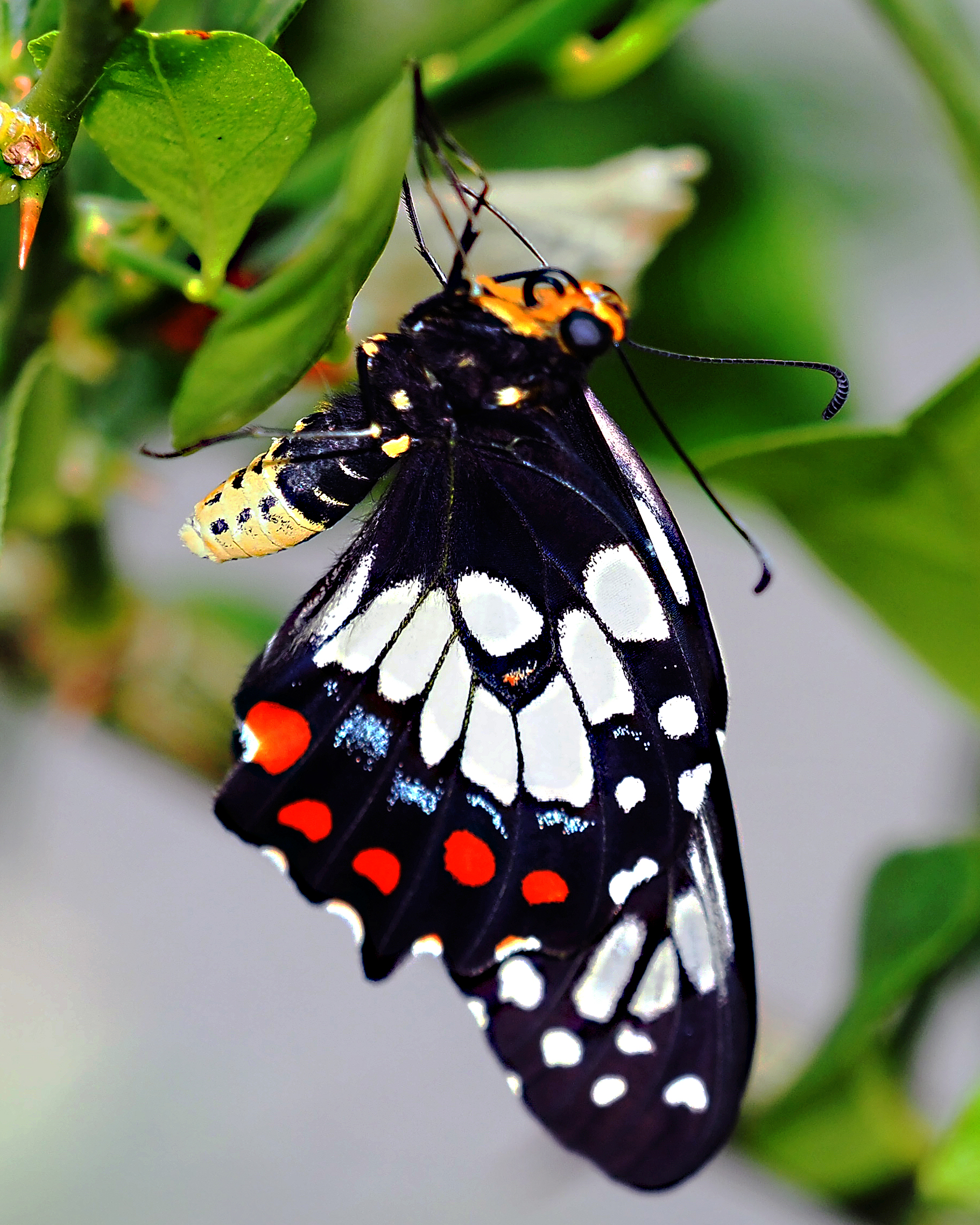
Papilio anactus, individu émergeant, Nouméa, Nouvelle Calédonie

Papilio anactus ou Machaon sombre est une espèce d'insectes lépidoptères (papillons) qui appartient à la famille des Papilionidae, à la sous-famille des Papilioninae et au genre Papilio.

## Dénomination
Il a été nommé Papilio anactus par William Sharp Macleay en 1826.

### Noms vernaculaires
Papilio anactus se nomme Dingy Swallowtail en anglais .

## Description
Papilio anactus est un grand papillon qui, pour sa protection contre les prédateurs, imite un papillon toxique Cressida cressida. Il est noir orné de taches ovales blanches et aux ailes postérieures d'une ligne marginale de taches bleues doublée d'une ligne de taches rouges.
Le revers présente la même ornementation.

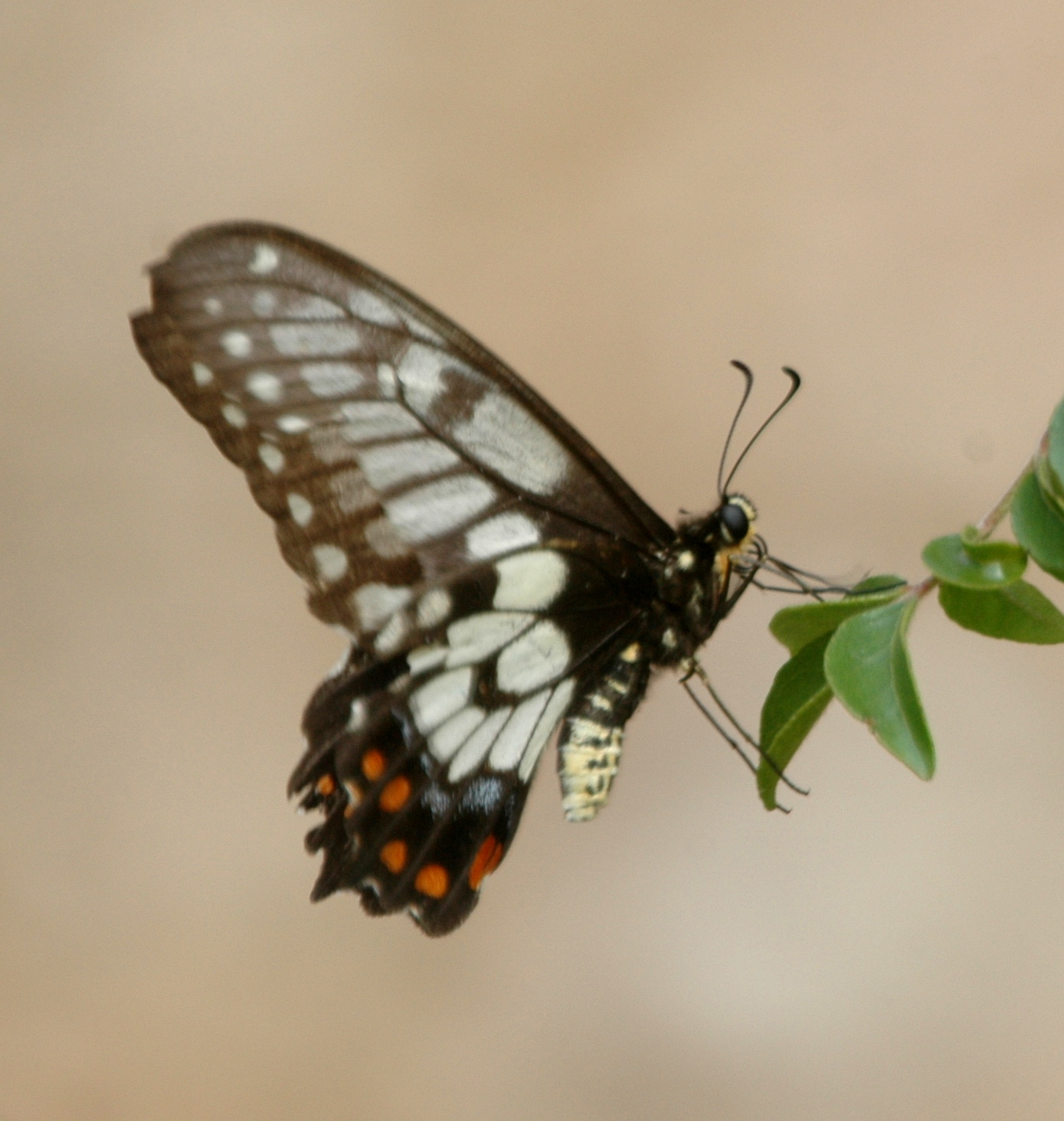
Revers.

### Œufs
Les œufs sont grands, jaune clair, à peu près sphériques. Ils deviennent orange lorsque les chenilles sont prêtes à éclore. Les femelles ne pondent leurs œufs que sur les jeunes feuilles de la plante hôte. Ils sont fixés sur le bord de feuilles les plus grandes, soit au-dessus et en dessous. Les chenilles se développent dans l'œuf immédiatement après la ponte. Les œufs éclosent normalement sous environ 3-4 jours parfois moins en fonction de date de ponte. Les œufs sont victimes de petits prédateurs qui en mangent le contenu et sont souvent parasités par de petites guêpes. Parfois, les œufs non fécondés sont pondus.

### Chenille et chrysalide
La chenille est marron et jaune, épineuse et sa tête est noire.

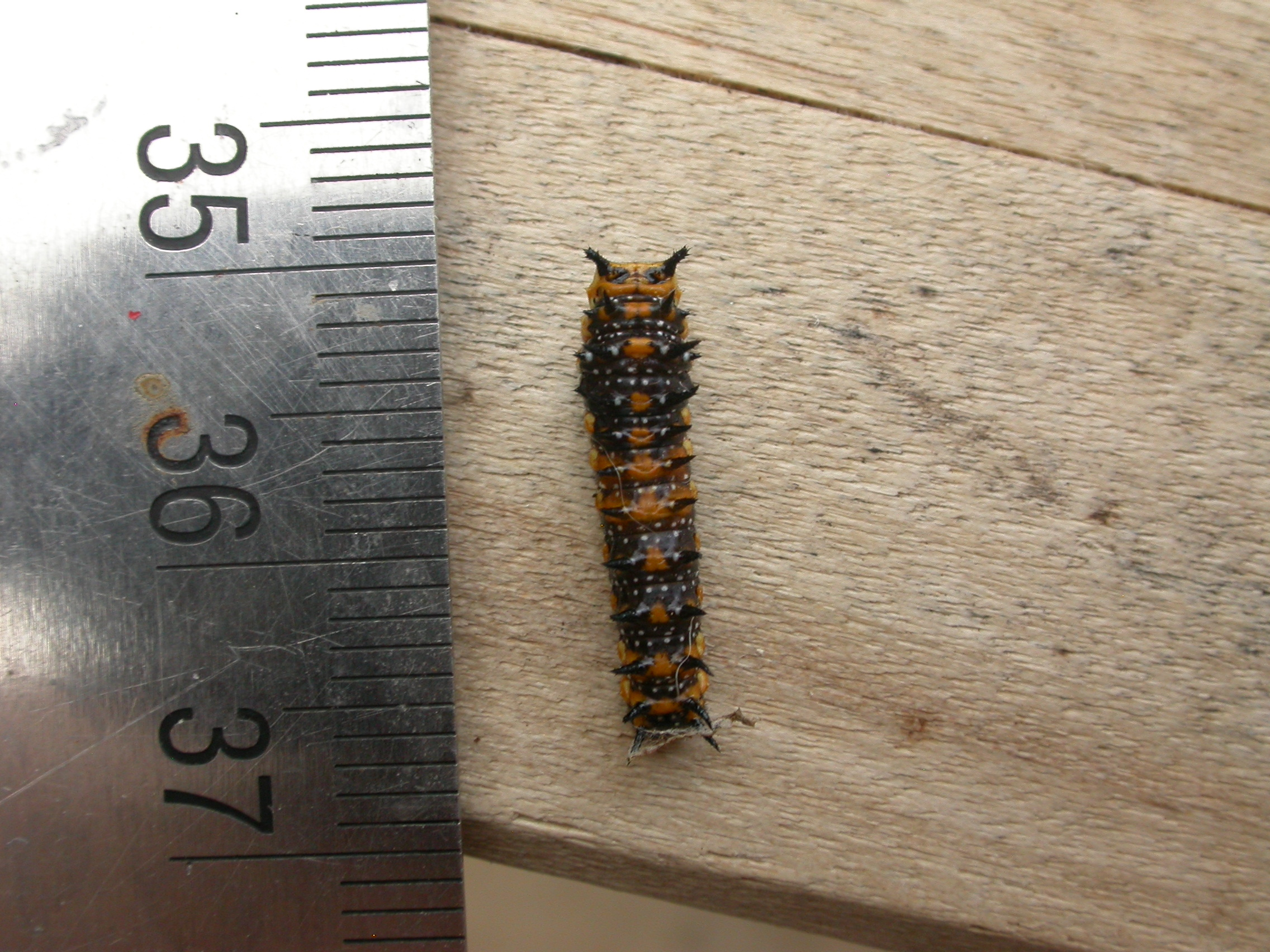
Chenille
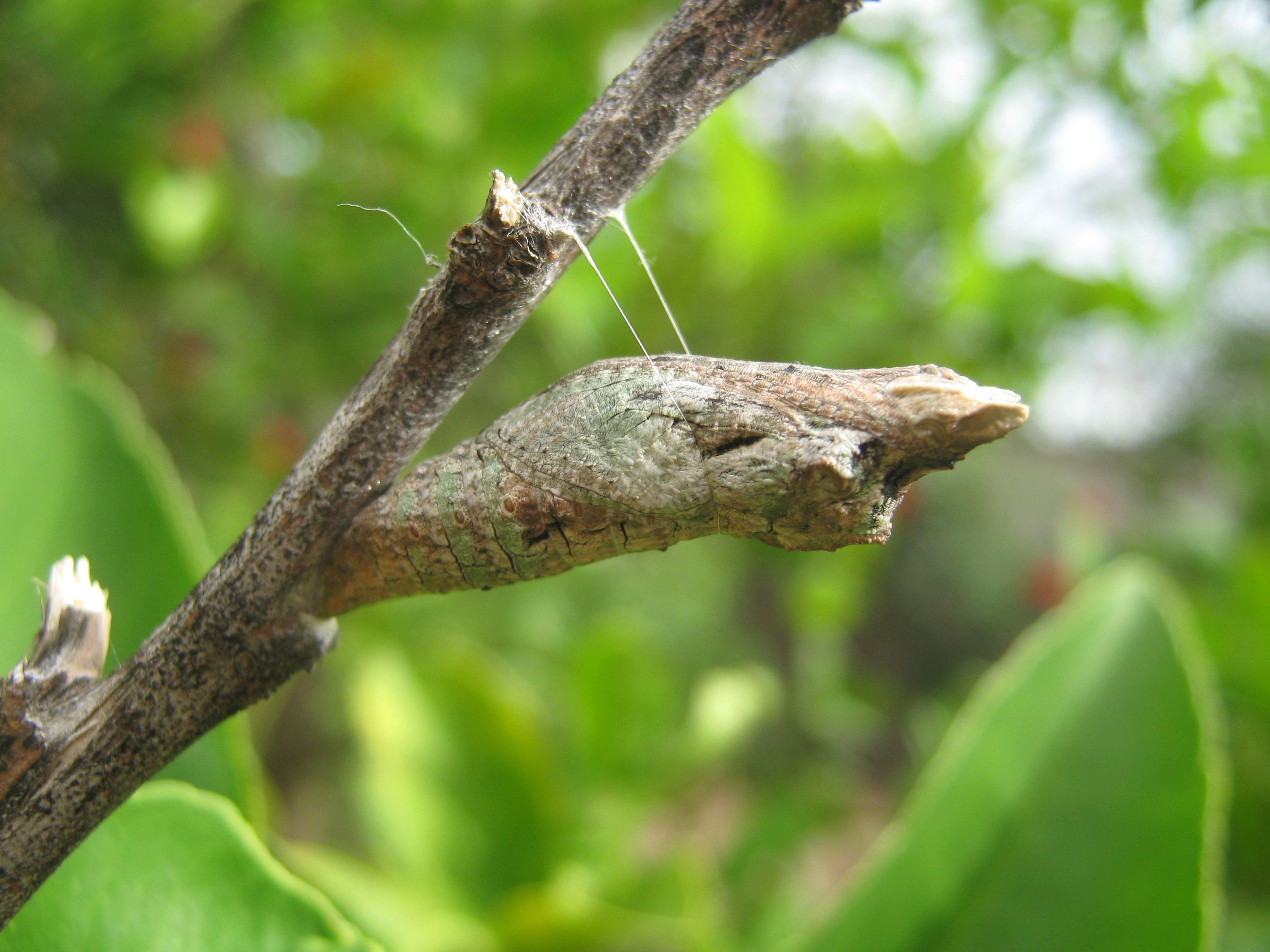
Chrysalide

## Biologie

### Plantes hôtes
Les plantes hôtes de sa chenille sont des Citrus dont Citrus paradisi, Citrus limon, Citrus sinensis, Microcitrus australasica, Microcitrus australis, Microcitrus garrawayae, Microcitrus inodora.

## Écologie et distribution
Il réside en Australie, il est originaire de Nouvelle-Galles du Sud, du Victoria et du Queensland, mais la culture des agrumes a permis à l'espèce de se propager en Australie-Méridionale dans les années 1920. On ne le trouve pas sur Kangaroo Island et en Australie-Occidentale car il n'y a actuellement pas suffisamment d'agrumes.
Sa présence en Nouvelle-Calédonie est due soit à une introduction soit à des vagabonds.

### Biotope
Il réside dans les bois d'eucalyptus et dans les jardins, près des plantations d'agrumes, la plante hôte de sa chenille.

### Protection
Pas de statut de protection particulier.

## Liens taxonomiques
- (en) Catalogue of Life : Papilio anactus Macleay, 1826 (consulté le 19 décembre 2020)
- (en) NCBI : Papilio anactus (taxons inclus)